# Саранчук Олексій
о.Саранчук Олексій (19 вересня 1972 р) – священник Української Греко-католицької церкви, реколектант, духівник, проповідник, автор і виконавець пісень, молитов прослави, учасник харизматичних спільнот УГКЦ. Відомий як "отець з гітарою".

## Біографія
З дитинства захоплювався музикою. 
Виріс у атеїстичному середовищі, хоча мав віруючу бабусю. Перший раз звернувся до Бога під час строкової служби в Радянській армії. 
Після повернення з служби в РА несподівано навіть для себе вирішив вступити до семінарії УГКЦ в Івано-Франківську, хоча на той час вже мав освіту - закінчив торговий технікум. Вже під час навчання в семінарії пережив глибоке навернення, був одним з засновників спільноти "Лицарі милосердя" в м.Івано-Франківськ, яка євангелізувала молодь.
Після закінчення семінарії 30 травня 1999 року отримав свячення і був направлений на подальше навчання до Італії. 
Вчився в Папському Антоніанському Університеті в Римі, де познайомився з єпископом Луїджі Падовезе.
З 2002 року о.Олексій провадив душпастирське служіння у Венеції. Саме після зустрічі з італійськими журналістами з'явився епітет "отець з гітарою". Провів у Італії більше 10 років, заснував  більше 10 греко-католицьких спільнот.
У 2012 році з допомогою Романа Костюка з гурту «Ґринджоли» о. О. Саранчук записав альбом християнських пісень  "Тільки Ти..."
Після повернення до України став священником в Школі Християнського Життя і Євангелізації, духівником спільноти "Віднова у Святому Дусі" "Як Марія", священником в парафії Зіслання Святого Духа у м. Івано-Франківськ.
У 20-х р.р. о.Олексій Саранчук працює духівником в УКУ, духівником спільноти "Галілея".
На Youtube каналах  спільноти «Мир Вам» та гурту «Об’єднані Хвалою» виходять записи проповідей у виконанні о.Олексія, пісні  прослави, молитви за Україну та захисників .
Запис живого виступу о.Олексія та гурту «Об’єднані Хвалою» «Дух Святий, ти торкнись...» на липень 2025 року має 245 тисяч переглядів.
Проводить реколекційні науки для душпастирів, молоді .

## Альбом "Тільки Ти.."
1. Заспіваймо пісню 
2. Величай душа моя 
3. Люби Господа 
4. Чи знаєш ти? 
5. Хто нас розлучить 
6. Слухай зараз 
7. Господь мій Пастир 
8. Вірю я Твоєму Слову 
9. Вже згасає день 
10. Тільки Ти 

## Приміток
1. ↑  Отець Олексій САРАНЧУК: Коли я заспівав пару українських пісень для Олександра ПОНОМАРЬОВА, він сказав мені,- Слухай, а що ти робиш в Церкві? Давай я тобі кар'єру зроблю!- Я усміхаючись відповів.- Мені і священиком добре! (ua) , процитовано 12 травня 2025
2. ↑  ДУШПАСТИРСЬКІ ВІДВІДИНИ УКРАЇНСЬКОЇ ГРЕКО-КАТОЛИЦЬКОЇ ГРОМАДИ м. ВЕНЕЦІЇ — УГКЦ в Італії - UGCC in Italia. www.chiesaucraina.it. Процитовано 12 травня 2025.
3. ↑  О. Олексій Саранчук: Для українців за кордоном дуже важлива присутність священика. Це їм вказує на те, що Бог разом з ними і дбає про них — Пасторально-міграційний відділ. pmv.ugcc.org.ua (укр.). Процитовано 12 травня 2025.
4. ↑  Спільнота 'Мир Вам' #УГКЦ (7 серпня 2021). "Тільки Ти..." - Пісні о. Олексія Саранчука (2012). Процитовано 12 травня 2025 — через YouTube.
5. ↑  Команда - Колегіум УКУ. collegium.ucu.edu.ua (укр.). 5 березня 2025. Процитовано 12 травня 2025.
6. ↑  Відбулися чергові збори протопресвітерів Львівської Архиєпархії. https://ugcc.lviv.ua (укр.). Процитовано 12 травня 2025. {{cite web}}: Зовнішнє посилання в |website= (довідка)
7. ↑  Спільнота 'Мир Вам' #УГКЦ. YouTube (укр.). Процитовано 12 травня 2025.
8. ↑  Об‘єднані Хвалою (28 березня 2025). Псалом 120 - Об’єднані Хвалою та Олексій Саранчук / Worship Live. Процитовано 14 червня 2025 — через YouTube.
9. ↑  У Зарваниці розпочалися щорічні реколекції для священничих родин Одеського екзархату. Українська Греко-Католицька Церква (укр.). Процитовано 12 травня 2025.
10. ↑  Стрийська Єпархія УГКЦ — У Брюховичах відбувся ІІ тур реколекцій для священників Стрийської єпархії. Стрийська Єпархія УГКЦ. Процитовано 12 травня 2025.